# Bertold V de Zähringen

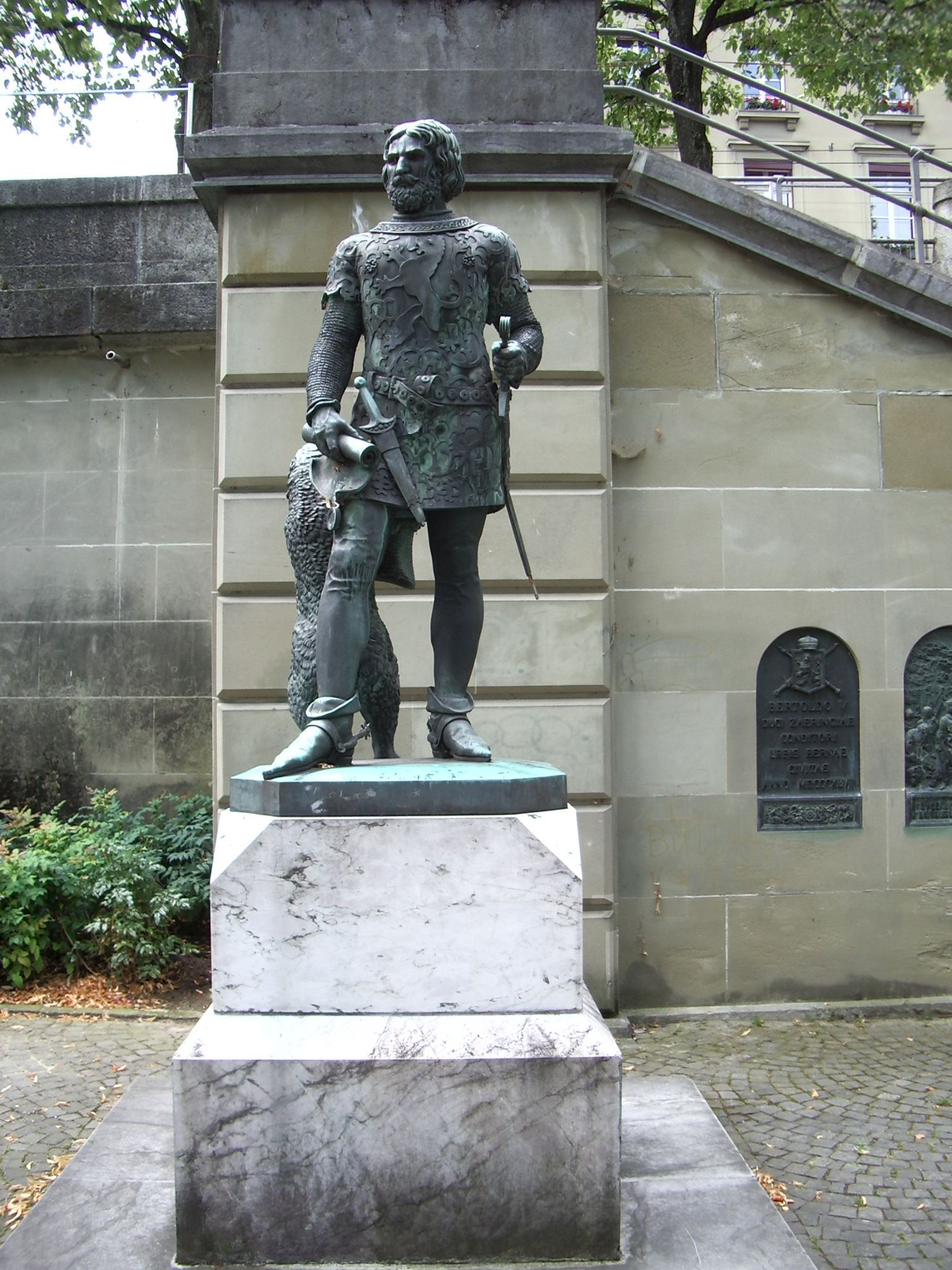
Estàtua de Bertold V a Berna

Bertold V de Zähringen era un noble alemany, que va heretar el títol de duc de Zähringen l'any 1186 del seu pare Bertold IV de Zähringen. El seu nom de la família prové del castell de Zähringen, avui a la ciutat de Friburg de Brisgòvia.
Al principi del seu regnat, va reduir el poder dels nobles borgonyons i es va establir a l'Oberland bernès i la zona de Lucerna. Com a resultat d'això, va fundar Berna i va ampliar Thun el 1191, que van esdevenir el centre del seu expansionisme. A la batalla d'Ulrichen el 1211, no va aconseguir tenir accés al Valais.
Després de la mort de l'emperador Enric VI en 1198, va ser un dels candidats a l'elecció imperial. Va oferir els seus nebots com a ostatges als arquebisbes de Colònia i Trèveris per obtenir el seu suport. No obstant això, quan va descobrir que la majoria havia triat (1198) a Felip de Hohenstaufen duc de Suàbia i els oposats van elegir com anti-rei al güelf Otó IV de Brunswick, va renunciar al seu reclam. A canvi d'aquesta renúncia, Bertold va obtenir concessions territorials en el que avui és el sud d'Alemanya i el nord de Suïssa, consolidant les possessions dels Zähringer a Ortenau, el Breisgau, Schaffhausen, Breisach i l'Abadia de Tots Sants. En 1198 Felip va pagar a Bertold 3.000 marcs de plata per renunciar a qualsevol pretensió.
En el mateix any Bertold va aixafar l'aixecament dels nobles borgonyons, un esdeveniment que és recordat a la porta a Friburg, a Alemanya.
En 1200, Bertold va començar a estendre l'església parroquial de la ciutat de Friburg, que va esdevenir la catedral de Friburg, d'estil gòtic; després de la segona ampliació, a partir de la meitat del següent segle, es va convertir en el monestir avui conegut com a Friburg Munster.
La dinastia dels Zähringer en línia mascle directe va acabar amb la mort de Bertold el 1218 Després de la seva mort, la major part de les terres a Brisgòvia/Breisgau i la moderna Suïssa, excepte els dominis alodials, van retornar a l'Imperi; Berna va esdevenir ciutat imperial lliure. Els dominis alodials es van repartir entre els comtes d'Urach i els comtes de Kyburg (fills de les dues germanes de Bertold IV); els comtes de Kyburg es van extingir abans de mig segle i els seus dominis van passar en gran part als Habsburg.
El seu regnat és commemorat en algunes fonts de Berna i la seva tomba és a Friburg Munster.